# 榮祿大夫
榮祿大夫，官名。金代置銀青榮祿大夫，為二品文散官。元代改為一品。明代文武官從一品皆稱榮祿大夫。清代初因之，後僅為文職從一品散官封階。